# Mount Weeks
Mount Weeks är ett berg i Antarktis. Det ligger i Östantarktis. Nya Zeeland gör anspråk på området. Toppen på Mount Weeks är 2 670 meter över havet.
Terrängen runt Mount Weeks är huvudsakligen kuperad. Trakten är obefolkad. Det finns inga samhällen i närheten.